# Hygrocrates deelemanus
Espèce
Hygrocrates deelemanus est une espèce d'araignées aranéomorphes de la famille des Dysderidae.

## Distribution
Cette espèce est endémique de la province d'Antalya en Turquie,.

## Description
La carapace du mâle holotype mesure 2,76 mm de long sur 2,28 mm et l'abdomen 3,84 mm et la carapace de la femelle paratype mesure 3,04 mm de long sur 2,40 mm.

## Systématique et taxinomie
Cette espèce a été décrite par Kunt, Yagmur, Özkütük et Kaya en 2011.

## Étymologie
Cette espèce est nommée en l'honneur de Christa Laetitia Deeleman-Reinhold.

## Publication originale
- Kunt, Yagmur, Özkütük & Kaya, 2011 : « The genus Hygrocrates Deeleman-Reinhold, 1988 (Araneae, Dysderidae) in Turkey. » ZooKeys, no 85: p. 1-16 (texte intégral).